# It’s About Time!
It's About Time! (рус. Зависит от времени) - седьмая серия первого сезона мультсериала «Финес и Ферб». Первый показ 23 апреля 2008 года. Также это первый специальный выпуск.

## Сюжет
Финес, Ферб, Кэндес и их родители пошли в музей естественной истории. Пока Кэндес скучала, Финес и Ферб взялись починить недостроенную когда-то машину времени, стоявшую в музее. Кэндес, увидев это, взяла главную запчасть от машины и побежала показывать её маме. Но когда мальчики начали проводить испытания, Кэндес после каждого прихода отправлялась в прошлое.
В это время Перри обнаружил, что у Фуфелшмертца появился другой враг - агент О.Б.К.А. Питер Панда. Перри видит что он не нужен и уходит, но вскоре начинает скучать по доктору. В это время Кэндес в очередной раз обращается вспять вместе со временем, и оказывается рядом с охранником, который её тут же выгоняет из музея за то, что она шумно себя ведет. Она тайком пробирается обратно, но останавливается около лавки, где работает Джереми. Заметив, что охранник, преследующий её, приближается, она бежит дальше, но из-за Ферба и запчасти она опять оказывается у лавки Джереми несколько раз подряд.
У Фуфелшмертца во время битвы с Питером возникает воспоминание о том, как они познакомились с Перри. Он поет об этом, но панда в это время разбирает его морозинатор и Хайнц ссорится с ним.
Наконец, когда у Кэндес почти получается прижучить Финеса и Ферба, машина времени переносит их в далёкое прошлое. Там тираннозавр наступает на машину и гонится за Кэндес. После того, как Финес и Ферб спасают девушку, Финес пишет на глине письмо Изабелле и гёрлскаутам, находившимся в музее. Оно появляется на окаменелости , и девочки начинают строить новую машину времени, чтобы спасти мальчиков и Кэндес. Но из-за опечатки получается «машина галстуков» (англ. tie machine вместо англ. time machine).
В эти трудные моменты, Перри с Фуфелшмертцом пытаются снова стать врагами на шоу доктора Полегчаева «Я хочу снова стать твоим врагом».

## Производство
«Зависит от времени» был задуман четырьмя главными авторами серий. На еженедельной сессии в тот понедельник, понятие было рассмотрено и считало достаточно приемлемым, чтобы создать серию. Серийному соучредителю Дэну Повенмайру поручили развить подлинник, и одновременно придумывать сценарий с Джоном Бэрри, Майком Ротом, Кентом Осборном, и Алики Теофилопулос-Граффт. Повенмайр был режиссёром серии, серию делали на студии Rough Draft Studios в Южной Корее. В заключении эпизода, Финес Ферб оставляют машину времени для обычного использования в музее. Машина времени снова появилась в сериале в серии Phineas and Ferb's Quantum Boogaloo.

## Культурные отсылки
- Серия является пародией на книгу Герберта Джорда Уэллса «Машина времени»[5][6]
- Песня «Мой враг» пародирует стиль музыканта Элвиса Костелло.[7]
- Шоу доктора Полегчаева пародия на такие ток-шоу как Dr. Phil и Шоу Джерри Спрингера.[5][8]
- Когда в Кэндес попадает молния и запускается машина времени это была отсылка на фильм «Назад в будущее»